# دهرود (مقاطعة فيروزآباد)
دهرود (بالفارسية: دهرود) هي قرية تقع في قسم جايدشت الريفي في إيران. يقدر عدد سكانها بـ 99 نسمة بحسب إحصاء 2016.